# Quận Briscoe, Texas
Quận Briscoe (tiếng Anh: Briscoe County) là một quận trong tiểu bang Texas, Hoa Kỳ. Quận lỵ đóng ở thành phố Silverton6. Theo điều tra dân số năm 2000 của Cục điều tra dân số Hoa Kỳ, quận có dân số 1790 người.2